# Municipi de Ropaži
El municipi de Ropaži (en letó: Ropažu novads) és un dels 110 municipis de Letònia, que es troba localitzat al centre del país bàltic, i que té com a capital la localitat de Ropaži. El municipi va ser creat l'any 2005 després d'una reorganització territorial.

## Ciutats i zones rurals
- Ropažu pagasts (zona rural)

## Població i territori
La seva població està composta per un total de 6.832 persones (2009). La superfície del municipi té uns 322 kilòmetres quadrats, i la densitat poblacional és de 21,22 habitants per kilòmetre quadrat.